# هاينز هورنيغ
هاينز هورنيغ (بالألمانية: Heinz Hornig)‏ (مواليد 28 سبتمبر 1937) هو لاعب كرة قدم. يلعب مع منتخب ألمانيا الغربية لكرة القدم. سبق له أن لعب في كأس العالم لكرة القدم مع منتخب بلاده.

## روابط خارجية
- هاينز هورنيغ على موقع ميوزك برينز (الإنجليزية)

- هاينز هورنيغ على موقع الاتحاد الدولي (مؤرشف)  (الإنجليزية)
- هاينز هورنيغ على موقع قاعدة بيانات كرة القدم.إي يو (الإنجليزية)
- هاينز هورنيغ على موقع بيانات كرة القدم. دي إي (الألمانية)
- هاينز هورنيغ على موقع ناشيونال فوتبول تيمز (الإنجليزية)
- هاينز هورنيغ على موقع عالم كرة القدم.نت (الإنجليزية)